# Norma Miller
Norma Miller   (Harlem, 2 de desembre de 1919 - Fort Myers, 5 de maig de 2019) va ser una ballarina estatunidenca de swing coneguda com «la reina del swing». Sos pares eren originaris de Bridgetown, Barbados, però Miller va nàixer i créixer a Harlem, Nova York. Aparegué en una entrevista que li varen fer al costat del seu company de ball Frankie Manning per al documental Jazz: la història, dirigit per Ken Burns, on parla sobre els principis del swing com a estil de ball i de l'inici de la seua carrera com a ballarina a principis dels anys 30 en el Savoy Ballroom (situat just davant de sa casa a Harlem). Twistmouth George, un ballarí llegendari del Savoy Ballroom, la va descobrir a l'edat de 12 anys; des de llavors Miller sempre es dedicà al negoci de l'espectacle.
Norma Miller va ser membre del grup de ball Whitey's Lindy Hoppers. Ha escrit diversos llibres, entre altres Swing Baby Swing, on relata l'evolució de la cultura swing del segle XXI. En la biografia de Norma Miller, Swingin' at the Savoy: A Memoir of a Jazz Dancer, es fa una recol·lecció de les seues trobades de jove amb Ella Fitzgerald, Count Basie, Duke Ellington, Billie Holiday, Benny Goodman, Artie Shaw, Ethel Waters i altres músics de jazz.
El 2003, li varen concedir la beca National Heritage Foundation Fellowship de l'agència nord-americana National Endowments of the Arts (una agència independent del govern que dona suport i finança projectes d'excel·lent qualitat artística) per la seua labor en la creació i preservació del «ball d'estil acrobàtic conegut com a lindy-hop».
Miller ha actuat en algunes de les pel·lícules vintage més famoses dins del col·lectiu de lindy-hoppers (nom amb el qual es coneix els ballarins o aficionats al lindy-hop) i ballarins de swing de tot el món: Un dia en les carreres (1937), dels germans Marx; Hellzapoppin' (1941), dirigida per H. C. Potter; Malcolm X (1992), del director Spike Lee; Stompin' at the Savoy (1992), de Debbie Allen; Captiva Island (1995), del director John Biffar, juntament amb altres documentals com ara Jitterbug (1991) del National Geographic i el Smithsonian Jazz series de la Ràdio Pública Nacional dels Estats Units (NPR). Miller ha treballat en cine i televisió amb els actors nord-americans Richard Pryor i Bill Cosby, i la cantant Ella Fitzgerald.
A la dècada dels 60, Miller començà a treballar amb l'humorista nord-americà Redd Foxx en el seu club de la comèdia i més avant es va unir a ell en la famosa sèrie de televisió dels anys 1970 Sanford and Son, com a comediant, actriu i coreògrafa. Les declaracions de Miller en el documental de Ken Burns Jazz: la història (2001) són un testimoni de primera mà de la situació de la música de Harlem els anys 30 i 40, així com del panorama de la dansa en aquell temps.
El seu documental més recent, Queen of Swing (2010) examina la influència que tingué Norma Miller en la globalització de la cultura nord-americana del jazz, a més de la labor que va realitzar amb els seus companys artistes a favor de la integració racial. El documental inclou entrevistes a l'actor Bill Cosby, Bill Cobbs i els ballarins Frankie Manning i Leonard Reed. Norma Miller residix actualment a la ciutat de Fort Myers, Florida.